# Farewell Rock
Der Farewell Rock (von englisch farewell ‚Lebewohl‘, spanisch Isla Despedida ‚Abschiedsinsel‘) ist ein 800 m langer Klippenfelsen im Palmer-Archipel vor der Westküste der Antarktischen Halbinsel. Er liegt vor dem südwestlichen Ende von Spert Island und 10 km nordwestlich des Kap Skottsberg an der Küste von Trinity Island.
Der Benennungshintergrund ist unbekannt. Der Name für den Felsen ist jedoch seit über 100 Jahren im Gebrauch und etabliert.